# Županijska cesta Ž6252
Ž6252 je županijska cesta u Hrvatskoj.
Nalazi se na otoku Hvaru i spaja gradove Hvar i Stari Grad, prolazeći kroz naselje Brusje. Početak i kraj ceste su čvorovi s glavnom prometnicom na otoku, državnom cestom D116. 

## Vanjske poveznice
|  | Zajednički poslužitelj ima još gradiva o temi Županijska cesta Ž6252 |